# Врбно (Бедня)
Врбно (хорв. Vrbno) — населений пункт у Хорватії, у Вараждинській жупанії у складі громади Бедня.

## Населення
Населення за даними перепису 2011 року становило 267 осіб.
Динаміка чисельності населення поселення:

## Клімат
Середня річна температура становить 9,67 °C, середня максимальна – 23,52 °C, а середня мінімальна – -6,26 °C. Середня річна кількість опадів – 1160 мм.
| Клімат поселення                              | Клімат поселення | Клімат поселення | Клімат поселення | Клімат поселення | Клімат поселення | Клімат поселення | Клімат поселення | Клімат поселення | Клімат поселення | Клімат поселення | Клімат поселення | Клімат поселення | Клімат поселення |
| Показник                                      | Січ.             | Лют.             | Бер.             | Квіт.            | Трав.            | Черв.            | Лип.             | Серп.            | Вер.             | Жовт.            | Лист.            | Груд.            |                  |
| Середній максимум, °C                         | 5,52             | 7,18             | 11,29            | 15,56            | 20,38            | 23,52            | 23,27            | 22,72            | 18,82            | 13,79            | 8,29             | 4,25             |                  |
| Середня температура, °C                       | −0,37            | 1,28             | 5,40             | 9,67             | 14,49            | 17,63            | 19,41            | 18,87            | 14,95            | 9,92             | 4,41             | 0,39             |                  |
| Середній мінімум, °C                          | −6,26            | −4,61            | −0,48            | 3,79             | 8,61             | 11,75            | 15,54            | 15,00            | 11,08            | 6,04             | 0,55             | −3,47            |                  |
| Норма опадів, мм                              | 51               | 54               | 73               | 86               | 93               | 141              | 129              | 126              | 112              | 114              | 103              | 78               |                  |
| Середньомісячна швидкість вітру, м/с          | 1.40             | 1.60             | 1.99             | 2.00             | 1.93             | 1.80             | 1.70             | 1.50             | 1.40             | 1.43             | 1.57             | 1.45             |                  |
| Середньомісячна сонячна радіація, кДж/м²·день | 4058             | 6809             | 10379            | 14554            | 18574            | 20124            | 20795            | 18168            | 13351            | 8383             | 4435             | 3279             |                  |
| --------------------------------------------- | ---------------- | ---------------- | ---------------- | ---------------- | ---------------- | ---------------- | ---------------- | ---------------- | ---------------- | ---------------- | ---------------- | ---------------- | ---------------- |
| Джерело:                                      |                  |                  |                  |                  |                  |                  |                  |                  |                  |                  |                  |                  |                  |